# Nado sincronizado no Campeonato Mundial de Esportes Aquáticos de 2013 - Rotina técnica dueto
A rotina técnica dueto do nado sincronizado no Campeonato Mundial de Esportes Aquáticos de 2013 foi realizada no dia 21 de julho no Palau Sant Jordi em Barcelona.

## Calendário
| Fase          | Data        |
| ------------- | ----------- |
| Eliminatórias | 21 de julho |
| Final         | 21 de julho |

## Medalhistas
| Ouro                                                 | Prata                                 | Bronze                                     |
| Rússia · Svetlana Kolesnichenko · Svetlana Romashina | China · Jiang Tingting · Jiang Wenwen | Espanha · Ona Carbonell · Margalida Crespí |

## Resultados
| Pos.              | Nadadoras                                          | Nacionalidade   | Eliminatória | Eliminatória | Final  | Final |
| Pos.              | Nadadoras                                          | Nacionalidade   | Pontos       | Pos.         | Pontos | Pos.  |
| ----------------- | -------------------------------------------------- | --------------- | ------------ | ------------ | ------ | ----- |
| Medalha de ouro   | Svetlana Kolesnichenko Svetlana Romashina          | Rússia          | 97.000       | 1            | 97.300 | 1     |
| Medalha de prata  | Jiang Tingting Jiang Wenwen                        | China           | 94.800       | 2            | 94.900 | 2     |
| Medalha de bronze | Ona Carbonell Margalida Crespí                     | Espanha         | 93.900       | 3            | 93.800 | 3     |
| 4                 | Lolita Ananasova Anna Voloshyna                    | Ucrânia         | 91.800       | 4            | 92.400 | 4     |
| 5                 | Yumi Adachi Yukiko Inui                            | Japão           | 90.400       | 5            | 91.700 | 5     |
| 6                 | Chloé Isaac Karine Thomas                          | Canadá          | 89.700       | 6            | 90.000 | 6     |
| 7                 | Evangelia Platanioti Despoina Solomou              | Grécia          | 89.200       | 7            | 88.300 | 7     |
| 8                 | Olivia Allison Jenna Randall                       | Reino Unido     | 87.700       | 8            | 87.800 | 8     |
| 9                 | Linda Cerruti Costanza Ferro                       | Itália          | 87.300       | 9            | 87.800 | 9     |
| 10                | Kim Jin-Gyong Kim Jong-Hui                         | Coreia do Norte | 84.100       | 10           | 84.700 | 10    |
| 11                | Soňa Bernardová Alžběta Dufková                    | Chéquia         | 83.900       | 11           | 84.600 | 11    |
| 12                | Isabel Delgado Plancarte Nuria Diosdado García     | México          | 83.300       | 12           | 83.800 | 12    |
| 13                | Lorena Molinos Giovana Stephan                     | Brasil          | 83.300       | 13           | 82.500 | 13    |
| 14                | Pamela Fischer Anja Nyffeler                       | Suíça           | 82.000       | 14           | 82.200 | 14    |
| 15                | Etel Sánchez Sofía Sánchez                         | Argentina       | 79.300       | 15           | 79.800 | 15    |
| 16                | Alexandra Nemich Yekaterina Nemich                 | Cazaquistão     | 78.000       | 16           | 78.300 | 16    |
| 17                | Estefania Alvarez Piedrahita Monica Arango Estrada | Colômbia        | 77.700       | 17           | 17     | 17    |
| 18                | Wiebke Jeske Edith Zeppenfeld                      | Alemanha        | 77.600       | 18           | 16     | 18    |
| 19                | Iryna Limanouskaya Iya Zhyshkevich                 | Bielorrússia    | 77.300       | 19           | 15     | 19    |
| 20                | Kristina Krajčovičová Jana Labáthová               | Eslováquia      | 77.100       | 20           | 14     | 20    |
| 21                | Anastasiya Ruzmetova Anastasiya Zdraykovskaya      | Uzbequistão     | 72.100       | 21           | 13     | 21    |
| 22                | Olia Burtaev Bianca Hammett                        | Austrália       | 71.700       | 22           | 12     | 22    |
| 23                | Caitlin Anderson Kirstin Anderson                  | Nova Zelândia   | 71.200       | 23           | 11     | 23    |
| 24                | Gu Se-Ul Kim Ka-Young                              | Coreia do Sul   | 70.800       | 24           | 10     | 24    |
| 25                | Ana Cekić Jovana Petrović                          | Sérvia          | 70.000       | 25           | 9      | 25    |
| 26                | Chen Mei Qi Stephanie Yap Yu Hui Crystal           | Singapura       | 69.800       | 26           | 8      | 26    |
| 27                | Anouk Stephanie Eman Kyra Hoevertsz                | Aruba           | 69.600       | 27           | 7      | 27    |
| 28                | Maria Kirkova Katlina Yordanova                    | Bulgária        | 68.500       | 28           | 6      | 28    |
| 29                | Albany Avila Karla Loaiza                          | Venezuela       | 67.200       | 29           | 5      | 29    |
| 30                | Bianca Benavides Violeta Mitnian                   | Costa Rica      | 66.300       | 30           | 4      | 30    |
| 31                | Cho Man Yee Nora Lau Michelle Hoi Ting             | Hong Kong       | 61.800       | 31           | 3      | 31    |
| 32                | Carmen Alfonso Rodriguez Odailys Suarez Castillo   | Cuba            | 31.100       | 32           | 2      | 32    |
| 33                | Aphichaya Saengrusamee Arpapat Saengrusamee        | Tailândia       | 55.400       | 33           | 1      | 33    |